# Катебон
Катебон (фр. Castetbon) насеље је и општина у југозападној Француској у региону Аквитанија, у департману Атлантски Пиринеји која припада префектури Олорон Сен Мари.
По подацима из 2011. године у општини је живело 173 становника, а густина насељености је износила 12,18 становника/km². Општина се простире на површини од 14 km². Налази се на средњој надморској висини од 164 метара (максималној 234 m, а минималној 95 m).

## Демографија
| 1962. | 1968. | 1975. | 1982. | 1990. | 1999. | 2011. |
| ----- | ----- | ----- | ----- | ----- | ----- | ----- |
| 204   | 195   | 173   | 159   | 161   | 157   | 173   |

График промене броја становника у току последњих година